# 珞巴族
珞巴族（藏語：ལྷོ་པ་，威利转写：lho pa，即藏語“南方人”），居於中國西藏自治區東南部林芝市、山南市的一个少数民族，他们主要集中分布在西藏自治区东起察隅地区 、西至门隅地区、南达阿萨姆邦之间的广大山地-「珞隅地区」（该地区绝大部分被印度阿魯納恰爾邦控制，又稱藏南地区），人口超过80萬。中華人民共和國識別為56民族之一，印度與西方按部落再細分為多個部落民族，包括阿迪人（Adi），尼兴人（Nyishi），米星人（ Mⅰshing），塔根人（Tagin)，阿帕塔尼人（Apatani），米济人（Miji），崩如人（Bengru)，布瑞人（Puroik），布贡人（Bugun），鲁苏人（Hrusso），义都人（idu）等等，这些部落群体是印度東北部地区的黃種人。他们母語人口最多的三個民族语言是尼興語Nyishi，阿迪語Adi，米星語Mishing，均屬汉藏语系珞巴语達尼語支，但不能完全互通。

## 名称
- blo pa（藏語：བློ་པ་），意为“智慧”；

- slo pa（藏語：སློ་པ་），意为“附近”；

- lho pa（藏語：ལྷོ་པ་），意为“南方”；

- klo pa（藏語：ཀློ་པ་），意为“没有开化”。

受晚期农奴制影响，多用klo pa作为称呼。1965年规定称呼为lho pa，废除另外三种。

## 部落
使用不属于達尼语支语言的部落有：
- 崩如人（Bengru，北米济人）崩如语
- 米济人（Miji／Dhammai达迈／Sajolang萨觉朗）达迈语
- 鲁苏人（Hrusso／Aka阿卡）鲁苏语
- 克罗人（Koro，鲁苏人的一支) 克罗语
- 米浪人（Milang) 米浪语
- 布瑞人（Puroik／苏龙Sulung）苏龙语
- 布贡人（Bugun／科瓦Khowa) 布贡语
- 义都人（Idu）义都语
- 达让人（Digaro 、Taraon）达让语

使用達尼语支的部落：
- 阿迪人（Adi）又称为＂阿波尔人＂（Abor），內部又分为 ：迦龙人 Galo 、Gallong，派力波人 Pailibo，拉莫人Ramo，博嘎尔人 Bokar，坚波人 Ashing，巴达姆人 Padam，民荣人 Minyong，巴昔人 Pasi，希蒙人 Shimong，博日人 Bori，卡可人 Karko，柯默卡人 Komkar，达额木人 Tangam，潘奇人 Pangi，邦波人 Bomdo，达木人 Damu，米古巴人 Miguba，米新巴人 Misinba 等部落。
- 尼兴人（Nyishi)又称为＂达夫拉人＂（东达夫拉人），內部又分为：尼兴人（Nyishi）、崩尼人（Bengni）、米日人 Mhiri（山地米星人 Hili Miri）三个部落。
- 米星人（ Mⅰshing）又称为＂米日＂（Mhiri）或＂平原米日人＂（Plains Miri），原是尼兴人等部落融合的一支，现在的他们大部分生活在阿萨姆平原。
- 塔根人（Tagin）又称＂达夫拉人＂（西达夫拉人）、塔金人，內部又分为：塔根人（Tagin）、納人（Nga）、姆熱人（Mara/Mra)、巴依人（Bayi）四个部落。
- 阿帕塔尼人（Apatani，登尼人 Tanii）

## 中国实际控制区内珞巴族人口分布
珞巴族是中国西藏自治区山南市、林芝市的一个少数民族，主要分布在西藏东起察隅、西至门隅、南达阿萨姆平原之间的珞隅地区。据1980年代初中国的国家民委编写的出版物，珞巴族数量已超过30万，根据人口自然增长情况，目前总人口超过80万。其中处于中国实际控制区内仅有4237人。
珞巴族主要分布在西藏东南部的珞隅地区，聚居在墨脱县、米林县、隆子县、察隅县一带。在中国的藏南实控区内，墨脱县的珞巴族属于米古巴和米新巴两个部落，居住在达木珞巴族乡；米林县的珞巴族属于博嘎尔部落，居住在南伊珞巴族乡、羌纳乡、米林镇等乡镇；隆子县的珞巴族来源复杂，包括塔根部族的纳人 、姆热人、巴依人等部落 以及 尼兴部族的崩尼人、米济部族的崩如人、苏龙人等，主要居住在斗玉珞巴族乡和三安曲林乡；察隅县的珞巴族属于义都部落的一部分，居住在上察隅镇西巴村。
| 地区       | 总人口      | 珞巴族 | 占珞巴族 人口比例（%） | 占地区 少数民族 人口比例（%） | 占地区 人口比例（%） |
| 合计       | 1332810869  | 3682   | 100                    | 0.00282                       | 0.00024              |
| 31省份合计 | 1332810869  | 3682   | 99.83                  | 0.00282                       | 0.00024              |
| 西南地区   | 193,085,172 | 2,788  | 93.87                  | 0.00773                       | 0.00144              |
| 华东地区   | 358,849,244 | 59     | 1.99                   | 0.00236                       | 0.00002              |
| 西北地区   | 89,258,221  | 42     | 1.41                   | 0.00024                       | 0.00005              |
| 中南地区   | 350,658,477 | 38     | 1.28                   | 0.00013                       | 0.00001              |
| 东北地区   | 104,864,179 | 21     | 0.71                   | 0.00019                       | 0.00002              |
| 华北地区   | 145,896,933 | 17     | 0.57                   | 0.00020                       | 0.00001              |
| 西藏       | 2,616,329   | 2,691  | 90.61                  | 0.10949                       | 0.10285              |
| 贵州       | 35,247,695  | 70     | 2.36                   | 0.00052                       | 0.00020              |
| 新疆       | 18,459,511  | 33     | 1.11                   | 0.00030                       | 0.00018              |
| 福建       | 34,097,947  | 26     | 0.88                   | 0.00445                       | 0.00008              |
| 重庆       | 30,512,763  | 17     | 0.57                   | 0.00086                       | 0.00006              |
| 湖南       | 63,274,173  | 15     | 0.51                   | 0.00023                       | 0.00002              |
| 辽宁       | 41,824,412  | 9      | 0.30                   | 0.00013                       | 0.00002              |
| 江苏       | 73,043,577  | 9      | 0.30                   | 0.00346                       | 0.00001              |
| 安徽       | 58,999,948  | 8      | 0.27                   | 0.00201                       | 0.00001              |
| 河南       | 91,236,854  | 8      | 0.27                   | 0.00070                       | 0.00001              |
| 广东       | 85,225,007  | 8      | 0.27                   | 0.00063                       | 0.00001              |
| 黑龙江     | 36,237,576  | 7      | 0.24                   | 0.00039                       | 0.00002              |
| 山东       | 89,971,789  | 7      | 0.24                   | 0.00111                       | 0.00001              |
| 北京       | 13,569,194  | 6      | 0.20                   | 0.00102                       | 0.00004              |
| 河北       | 66,684,419  | 5      | 0.17                   | 0.00017                       | 0.00001              |
| 吉林       | 26,802,191  | 5      | 0.17                   | 0.00020                       | 0.00002              |
| 湖北       | 59,508,870  | 5      | 0.17                   | 0.00019                       | 0.00001              |
| 四川       | 82,348,296  | 5      | 0.17                   | 0.00012                       | 0.00001              |
| 云南       | 42,360,089  | 5      | 0.17                   | 0.00004                       | 0.00001              |
| 青海       | 4,822,963   | 5      | 0.17                   | 0.00023                       | 0.00010              |
| 天津       | 9,848,731   | 4      | 0.13                   | 0.00150                       | 0.00004              |
| 上海       | 16,407,734  | 4      | 0.13                   | 0.00385                       | 0.00002              |
| 浙江       | 45,930,651  | 4      | 0.13                   | 0.00101                       | 0.00001              |
| 陕西       | 35,365,072  | 4      | 0.13                   | 0.00227                       | 0.00001              |
| 山西       | 32,471,242  | 2      | 0.07                   | 0.00194                       | 0.00001              |
| 江西       | 40,397,598  | 1      | 0.03                   | 0.00080                       | 0.00000              |
| 广西       | 43,854,538  | 1      | 0.03                   | 0.00001                       | 0.00000              |
| 海南       | 7,559,035   | 1      | 0.03                   | 0.00008                       | 0.00001              |
| 内蒙       | 23,323,347  |        |                        |                               |                      |
| 甘肃       | 25,124,282  |        |                        |                               |                      |
| 宁夏       | 5,486,393   |        |                        |                               |                      |
| 现役军人   | 2,498,600   | 5      | 0.17                   | 0.00448                       | 0.00020              |

## 文化

### 民居
珞巴族的住宅一般建在河流两岸的半山坡上，方向面向山坡，以避免潮湿的天气和山洪。建筑以两层干栏式房屋为主。珞巴族各部落的建築风格各不相同。布瑞部落一般居住在竹木结构的简易房屋。珞渝地区和墨脱南部的珞巴族的住宅以家长制或氏族家庭风格的长屋为主。达木地区部落居住在小栋房。珞巴族传统房屋中心有火塘，族人围绕火塘居住，不同的位置对居住人有严格的划分。

### 饮食
珞巴族主食以谷物为主，喜辣食，好饮酒。米类以干食为主，制作方式以蒸和焖等方式。面食制作方式为烙与烤，以饼食为主，便于携带和保存。肉类用熏烤和炖煮制作，蔬菜常清煮或生食。珞巴族善于酿酒，酒类以稻米、玉米、鸡爪谷、木糌粑、棕心粉、蜜蜡和水果酿成。珞巴族一般不喝茶，款待客人时以酒代茶。在菜肴方面，珞巴族喜食牛肉、猪肉、野牛肉、香獐肉、鱼肉、鼠肉。

### 婚姻
珞巴族现实行一夫一妻制，但仍存在一夫多妻现象。在神话传说中记载珞巴族历史上存在血缘婚和对偶婚的形式。珞巴语中原本没有“婚嫁”、“娶亲”等词汇。珞巴族的旧式婚姻普遍存在童婚、抢婚、买卖婚姻的现象。通婚方面，在博嘎尔部落中，不能与同氏族、外部落、外氏族的人结婚，在等级方面也有严格的婚姻限制。妇女地位低下，没有财产继承权。但近年来随着社会的发展，买卖婚、等级婚观念在淡化。珞巴族的订婚仪式称为“雅玛如”，意为“打记号”。男方向女方家庭攀婚时，其婚姻介绍人会在女方脑门涂抹酥油。娶亲日期由杀鸡占卜选定。

### 体育娱乐
珞巴族在重要节日、宴庆及“梭白巴”“索苗仁”等重大宗教活动时常对歌和跳舞，在体育方面有摔跤、跳高、举重石、射箭、断木杆、游泳、比武、拔河等活动。:468

## 宗教
珞巴族很少信仰藏传佛教，在上珞隅地区的珞巴族信仰苯教，而在下珞隅地区的珞巴族则大多数坚持万物有灵，其中部分人信仰太阳神。
珞巴族的宗教信仰主要是巫覡宗敎，也有部分信仰藏传佛教與基督教。

## 服饰聚焦
珞巴族服饰独具特色。男子一般穿藏式氇氆长袍，外套黑色羊毛坎肩，长及腹部，为套头式。妇女一般穿无领窄袖对襟上衣，以麻布为原料。下身围紧身筒裙，裙长略过膝部，用带子扎紧裹腿。

## 语言
珞巴族的语言都属于藏缅语族。多数部落使用达尼语支的语言，如崩尼-博嘎尔语。另有义都语、崩如语、苏龙语、布贡语、达迈语、鲁苏语等语言，不属于塔尼语支。